# Il conquistatore di Atlantide
Il conquistatore di Atlantide è un film del 1965, diretto da Alfonso Brescia. È una coproduzione italo-egiziana e rientra nel filone del peplum fanta-mitologico, popolare all'epoca.

## Trama
Tante avventure per Ercole: questa volta l'eroe greco naufraga sulle coste dell'Africa e viene salvato dalla bella Virna e accolto da alcuni sceicchi. Insieme a loro deve combattere le Ombre, mercenari di due potenti re sopravvissuti dalla distruzione della mitica Atlantide.

## Critica
(Fantafilm)